# Батурский, Сергей Фёдорович
Серге́й Фёдорович Бату́рский (1878 — не ранее 1942) — русский офицер-артиллерист, полковник, герой Первой мировой войны, участник «белого» движения.

## Биография
Из потомственных дворян Орловской губернии, дворянского рода Батурские. Уроженец Варшавы.
Окончил 2-й кадетский корпус (1896) и Михайловское артиллерийское училище (1899), откуда был выпущен подпоручиком в 18-ю конно-артиллерийскую батарею.
7 февраля 1901 года переведен в Конно-горный артиллерийский дивизион, расквартированный в Киеве. Произведен в поручики 19 августа 1901 года.
С июня 1905 года участвовал в Русско-японской войне в составе своего Конно-горного артиллерийского дивизиона, отправленного в Маньчжурию и включённого в состав войск действующей 1-й Маньчжурской армии. Произведен в штабс-капитаны — 21 августа 1905 года. В ноябре 1905 года временно командовал 2-й батареей дивизиона.
7 мая 1906 года переведен в 4-ю конно-артиллерийскую батарею 2-го конно-артиллерийского дивизиона  (город Сувалки). В январе 1910 года окончил курс Офицерской кавалерийской школы с оценкой «успешно» (обучался с октября 1908 года). В феврале 1911 года — временно командующий 4-й конно-артиллерийской батареей.
С 6 марта 1911 года зачислен в постоянный состав Офицерской артиллерийской школы, с оставлением в списках своей батареи. Состоял младшим офицером конной батареи названной школы. Произведен в капитаны 30 июня 1912 года. 15 февраля 1913 года переведен в Запасный конно-артиллерийский дивизион, с отчислением от Офицерской артиллерийской школы.

Участник Первой мировой войны. С началом войны был переведен в 5-ю конно-артиллерийскую батарею (переведен 21 августа 1914 года). Удостоен ордена Святого Георгия 4-й степени: 
…за то, что в бою 31 октября 1914 года под Гавайтеном, командуя названной батареей, при неожиданном наступлении противника в обход левого фланга бригады 51-й пехотной дивизии, по собственной инициативе, под сильным ружейным и пулеметным огнём выехал на открытую позицию, снялся с передков в 800—1000 шагах от неприятельской пехоты, открыл по ней огонь, остановил её наступление, продолжая сдерживать натиск противника и огонь его артиллерии до последнего своего снаряда, чем и облегчил отход бригады названной дивизии к дер. Курненен.
11 мая 1915 года назначен командующим 5-й конно-артиллерийской батареей, а 24 июня того же года произведен в подполковники «за отличия в делах против неприятеля», с утверждением в должности. 4 марта 1917 года произведен в полковники. 23 августа 1917 года был назначен командиром 26-го лёгкого мортирного артиллерийского дивизиона.
В 1918 году служил в украинской гетманской армии: с 7 сентября 1918 года был назначен командиром 9-го тяжелого артиллерийского полка, с 17 октября — командиром 7-го горного артиллерийского полка, уволен с должности 20 ноября 1918 года.
В 1919 году вступил в Вооружённые силы Юга России, с 8 октября 1919 года состоял командиром отдельной конно-горной батареи Днестровского отряда войск Новороссийской области ВСЮР. В Русской армии был командиром 1-й Кавказской конно-артиллерийской батареи. Эвакуировался из Крыма в Катарро на корабле «Истерн-Виктор».
В эмиграции — в Югославии. Состоял членом Общества кавалеров ордена Святого Георгия и Общества офицеров-артиллеристов. На период 1913–1919 годов — был холост, детей не имел, затем был женат, имел дочь.
В годы Второй мировой войны служил в Русском корпусе. С 31 октября 1941 года был назначен казначеем 2-го батальона 1-го полка (в чине обер-лейтенанта), с 15 января 1942 года — командиром 11-й роты 2-го полка.
Дальнейшая судьба не известна.

## Награды
- Орден Святого Станислава 3-й степени (ВП от 20.06.1904)
- Орден Святой Анны 3-й степени с мечами и бантом (утв. ВП 02.03.1907), — «за боевые отличия»
- Медаль «В память русско-японской войны» (светло-бронзовая, 1906)
- Орден Святого Станислава 2-й степени (28.12.1910; ВП 12.03.1911)
- Медаль «В память 100-летия Отечественной войны 1812 года» (1912)
- Медаль «В память 300-летия царствования Дома Романовых» (1913)
- Орден Святого Владимира 4-й степени с мечами и бантом (ВП 24.06.1915)
- Высочайшее благоволение (ВП 13.01.1916), — «за отличия в делах против неприятеля»
- Орден Святой Анны 4-й степени с надписью «За храбрость» (утв. ВП 19.02.1916)
- Орден Святой Анны 2-й степени с мечами (12.07.1915; утв. ВП 25.10.1916)
- Орден Святого Георгия 4-й степени (утв. 22.02.1917, Дополнение к ПАФ 04.03.1917)
  - мечи и бант к имеющемуся ордену Святого Станислава 3-й степени (утв. ПАФ 22.03.1917)